# 于欢故意伤害案
36°30′33.2″N 115°28′24.5″E / 36.509222°N 115.473472°E
于欢故意伤害案（又稱4·14聊城于欢案、山东辱母殺人案、山东辱母案）是中華人民共和國2017年初的一場熱點輿論案件。该案发生于2016年4月14日晚10点，案發地點在山东省聊城冠县。2016年11月21日，检察院对于欢提起公诉，之后于2017年2月17日一審宣判于欢故意伤害罪罪名成立，判处無期徒刑。2017年3月，《南方周末》首先报道此案，25日即引爆中国大陆舆论。此案在網絡上引起上億人次的關注和討論，在某门户网站上的相关新闻下，评论就超过200多万条，加上其他各大网站以及微博、微信、新闻客户端上的评论，初步统计已超过亿条，创造了中文使用地区拥有互联网以来的参与纪录。
2017年6月23日，山东省高级人民法院二审宣判于欢防衛過當成立，改判有期徒刑5年。该案入选由《人民法院报》主办的2017年度人民法院十大刑事案件。2018年6月20日，中华人民共和国最高人民法院公布了第18批指导案例，该案被列为第93号指导案例。

## 背景
发放高利贷在中国并非犯罪行为，但借贷利息超过银行四倍部分不受法律保护。同时在中国境内破产仅限于企业，案件发生时，中国无个人破产制度（2020 年开始，深圳等地方开始试点个人破产制度）。另据统计，2014 至 2016 年间，中国由高利贷引发的各类刑事案件超过 400 件，涉及罪名达十多个，多为非法拘禁罪。而 400 余起案件中，不乏追讨高利贷，最终引发致人伤亡的极端事件。
本案被告人于欢母親苏银霞經營山东源大工贸有限公司，其总部位于冠县工业园内，于 2009 年创办，主要生产汽车刹车片。案發前，因公司资金困难，2014 年 7 月和 2015 年 11 月，苏银霞两次分别向吴学占借款 100 万元和 35 万元，双方口头约定月息 10%，而这两笔借款的年息为 120%，已经远超中国法规划定的民间借贷“红线”。截止到 2016 年 4 月，苏银霞共还款 184 万元，并将一套 140 平米价值 70 万的房子抵债，而她还有 17 万欠款未还。2016 年春節後，雙方矛盾逐漸加劇，貸方派出暴力討債人員。
另外，苏银霞及其名下的源大工贸还涉及三起债务纠纷，分别发生于 2013 年、2016 年 1 月和 2016 年 10 月，其中前两起已判决，苏银霞及其源大工贸均败诉，被判还款。根据全国法院失信被执行人名单显示，苏银霞已被三次列入此名单，其中的两次于 2016 年 10 月立案，系不能履行与仲利国际的案件判决引发，而另一起于 2017 年 2 月 27 日立案，所涉及的案件为苏银霞、源大工贸拖欠河北唐山借款人王华君 100 万元的借贷案件，苏银霞亦败诉。另根据最高人民法院出台的《关于公布失信被执行人名单信息的若干规定》要求，进入失信执行人名单的当事人，银行不得向其发放贷款，因此苏银霞只能通过借高利贷来偿还债务。

## 涉案人物

### 于欢及其家庭
| 姓名   | 简介                                                                                         | 备注 |
| ------ | -------------------------------------------------------------------------------------------- | ---- |
| 于欢   | 本案被告人，苏银霞之子，山东源大工贸有限公司员工。                                           |      |
| 苏银霞 | 于欢母亲，企业家，山东源大工贸有限公司创始人、债务人。曾三次被列入全国法院失信被执行人名单。 |      |

### 死伤人员
| 姓名   | 简介                                                                      | 备注             |
| ------ | ------------------------------------------------------------------------- | ---------------- |
| 杜志浩 | 死者。之前2015年9月他在一起冠县交通肇事案中，造成一名14岁女学生身亡後逃逸 | 催债人之领头者。 |
| 郭彦刚 | 伤者                                                                      | 催债人           |
| 严建军 | 伤者，2017年因涉黑羁押于山东省聊城市看守所                                | 催债人           |
| 程学贺 | 伤者，2017年因涉黑羁押于山东省聊城市看守所                                | 催债人           |

### 出警人员
| 姓名   | 职务 | 简介 | 备注 |
| ------ | ---- | --- | ---- |
| 郭增金 | 警察 | 2016年4月13日出警。2017年4月3日报道，中共聊城市委宣传部透露，中共聊城市纪委、市监察局责成中共冠县纪委、县监察局对郭增金、朱秀明等人立案审查。 |      |
| 朱秀明 | 警察 | 2016年4月14日出警的两名民警、两名协勤中一一位民警。同郭增金。                                                                                 |      |

### 债务纠纷
| 姓名   | 简介                           | 备注                 |
| ------ | ------------------------------ | -------------------- |
| 吴学占 | 地产公司老板，苏银霞之债权人。 | 派催債人向苏银霞讨债 |

## 案件经过

### 案发
2016年4月13日，苏银霞到已抵押的房子里拿东西。据她提供的情况说明，苏银霞已于当日受威胁。她在房间里，吴学占让手下拉屎，并将她按进马桶里要求还钱。当日下午，苏银霞四次拨打110和市长热线，并将自己的恐惧和绝望告诉了公司职工刘晓兰。接警后，民警了解情况准备离开时，苏银霞试图跟着警察一起离开，后被吴学占拦住。根据官方通报，民警郭增金等人到場後并未能采取有效措施。另有多名源大工贸员工证实，工厂多次被卡车堵门，不让员工进出。
4月14日，苏银霞和儿子于欢在苏银霞经营的山东源大工贸有限公司厂区内，被限制在公司财务室，由四五人看守，当时看守者用手机播放淫秽视频。11名高利贷催债者侮辱、并被阻止离开。冠县警方到达现场后迅速离开，双方再度冲突，于欢用水果刀刺死一人、刺伤三人。有報導稱討債人員杜志浩當時露出生殖器在于欢母親臉上拍打，于欢憤而殺人。
2017年6月23日播出的央視《法治在线》节目中大量播放了當時現場的警用隨身攝影機畫面，搭配案件中人的親口敘述還原了現場，發現事實並非網傳，當時會客室中山东源大方有老闆苏银霞、于欢還有另兩名員工在場共四人，討債方主要從頭到尾主導者也四人，另有7-8名打手在公司外吃燒烤形成包圍態勢，偶爾進入大廳吆喝。當時杜志浩是脫下褲子對公司方四人左右晃動搖擺並非針對苏银霞，也未碰觸到，苏银霞自身供詞表示兩人還距離3-40公分她只是轉過頭去不看。
後廠區中的苏银霞親戚報案，女警朱秀明帶兩名輔警到場，先用勸解方式隔開雙方，後發現事態較大，三警短暫回到車上商量是否要通知支援，約一分鐘商量後決定先不要支援，後返回公司，在這來回的數分鐘內發生于欢持刀砍殺三討債者。當時公司方四人本想隨警察一同離開脫離被控制狀態，然而討債方四人堵住門口，但並未毆打四人只是堵住，于欢突然拿刀連捅，捅刺后兩人的數秒過程剛好被返回的警察隨身儀掃拍到，事後透過畫面強化呈現出來。
杜志浩受傷後自行駕車但未前往最近醫院，而是較遠的醫院，耽誤約5分鐘，之後又和醫院門口保安發生爭執，故二審認為其死亡並非100%能歸咎于欢，而是自己要負部分責任。
4月15日凌晨，杜志浩因失血性休克死亡，而严建军、郭彦刚伤情构成重伤二级，程学贺伤情构成轻伤二级。

### 拘捕
2016年4月15日（即杜志浩死亡之日），该案当事人于欢因涉嫌犯故意伤害罪被刑事拘留，同年4月29日被批准逮捕。2016年11月21日，聊城市人民检察院向聊城市中级人民法院提起公诉，指控被告人于欢犯故意伤害罪。

### 审判

#### 一审
2016年12月15日，聊城中院开庭审理该案。故意杀人还是故意伤害，以及是否构成正当防卫成为庭审中的争议点。一审期间，杜志浩的家属提出，于欢构成故意杀人罪，应判处死刑，立即执行，并索赔830余万元；而于欢的辩护律师则提出，于欢有正当防卫情节，系防卫过当，要求从轻处罚。
2017年2月17日，聊城中院判定于欢故意伤害罪名成立，一审判处无期徒刑，剥夺政治权利终身，并承担相应民事赔偿责任。法院审理认为，于欢面对众多讨债人长时间纠缠，不能正确处理冲突，持尖刀捅刺多人，构成故意伤害罪；鉴于被害人存在过错，且于欢能如实供述，对其判处无期徒刑。

#### 上诉与调查
于欢案一审宣判后，附带民事诉讼原告人杜洪章等人和被告人于欢均不服一审判决，分别提出上诉。3月24日，山东省高级人民法院受理于欢案二审，26日山东高院通报，该案二审合议庭成立。28日合议庭通知于欢辩护人，被害人杜志浩近亲属、被害人郭彦刚诉讼代理人至山东高院查阅案卷。29日，山东高院向新华社记者通报案情。
在调查方面，最高人民检察院已于3月派员赴山东阅卷，并听取山东省检察机关汇报，对案件事实、证据进行全面审查；对于欢的行为是属于正当防卫、防卫过当还是故意伤害依法予以审查认定；对媒体反映的警察在此案执法过程中存在失职渎职行为依法调查处理。
2017年5月26日，山东省人民检察院公布调查结果。经调查，涉案民警朱秀明等人在处警过程中，存在对案发中心现场未能有效控制、对现场双方人员未能分开隔离等处警不够规范问题，但上述行为不构成玩忽职守罪，决定对朱秀明等人不予刑事立案。同日，冠县纪委、监察局对于欢案处警民警进行了立案审查，根据通报，冠县纪委、监察局决定给予冠县崇文派出所副所长郭增金党内警告处分；给予冠县经济开发区派出所民警朱秀明党内严重警告、行政降级处分；分别给予冠县崇文派出所民警王斌、张宪超警告处分。冠县公安局决定对辅警赵一鸣通报批评，对辅警宋长冉、郭起志予以辞退。并给予冠县公安局党委委员、正科级侦查员刘晓林行政记过处分，给予经济开发区派出所所长杨军负严重警告处分，对冠县崇文派出所所长栗彦峰诫勉谈话。

#### 二审
2017年5月27日8时32分，山东省高级人民法院公开开庭审理于欢故意伤害上诉案，山东高院官方微博直播了二审实况。
2017年6月23日，山东高院二审宣判，认定于欢属防卫过当，构成故意伤害罪，判处有期徒刑5年。
2020年11月18日，于欢本人获减刑后刑满释放。

## 相关评论

### 媒体评论
- 澎湃新闻发表社论《期待“正义的理据或修订”》，评论称，“在公众一边倒地同情“辱母杀人案”的时候，我们期待足以令人信服的正义理据，或者做出正义的修订[17]。”
- 《新京报》发表《“刀刺辱母者案”：司法要给人伦留空间》，评论称：“捍卫公平正义，公检法都有责在身。办案者也只有让民众切实感受到公平正义，才能经得起法治考验、时间检验……如今于欢已提出上诉，期待山东高院的判决能传递人伦情理的温度[17]。”
- 《人民日报》所开设的微信公众号“人民日报评论”发表了《辱母杀人案：法律如何回应伦理困局》一文，称“无论是立法还是司法，需要更多地正视这些人心经验，正视转型时代保护伦理价值的重要性，从而把握好逻辑与经验的关系、条文与人情的关系、法律与伦理的关系[17]。”
- 《人民日报》发表评论员文章，认为“此案在半年过后掀起舆论波澜，正是因为其中蕴含着许多人的伦理要求和情感要求[23]”。
- 《中国青年报》所开设的微信公众号“中青评论”发表了《刺死辱母者被判无期：请给公民战胜邪恶的法律正义》，称“秉持法律精神公正裁判，实现排除社会危害性与阻止刑事违法性的统一，彰显法律之正义[17]。”
- 《新华每日电讯》发表《“刀刺辱母案”评论上亿条，请珍惜民意》，称“如果某个判决在“法律公正”“人本关怀”等指针上与普遍的民意脱节，那我们是否应该反思，是不是有些环节出了问题[17]。”

### 法学、经济学专家评论
- 中欧陆家嘴国际金融研究院执行副院长刘胜军就该案评论称，民营企业由于从传统金融机构获得融资的难度加大，不得不转向民间借贷，已经成为普遍现象。他还表示，司法解释只存在于理论上，现实债权人依然习惯用非正规手段催债。他最后强调，“要想避免类似悲剧，最重要的还是推动金融体制改革，给中小企业提供普惠的金融环境，从根本上消除融资难、融资贵的问题[24]”。
- 北京师范大学法学院院长卢建平在二审开庭期间评论称，二审中回应了高利贷、正当防卫、涉黑、警察处警、司法与與论关系等问题，释法说理，使审判成为“绝佳法治教育课堂[25]”。
- 中国政法大学破产法与企业重组研究中心研究员陈夏红发表了《“刺杀辱母”背后彰显破产机制的不足》，他认为，从根源上看，如果有较为健全的个人破产制度，并提供合理的债务清理机制，兼顾债权人与债务人的利益，暴力催债现象势必能够减少；而被称为“著名互联网观察家和意见领袖”的撰稿人王冠雄认为“灰色的暴力催债该重拳管管了”，并质疑中国《企业破产法》目前无法保护“人企不分”的小企业。而在2017年1月，深圳市中院已完成广东省法院重点调研课题《个人破产制度研究》，并形成初步的《个人破产条例（立法建议稿）》。深圳市人大将在研究后，向全国人大常委会提出立法建议[9]。

### 其他学者评论
著名作家、学者、厦门大学教授易中天在其微博上就该案发言表示支持于欢无罪。他在微博表示：“血性男儿哪有罪？刺死辱母者既是正当防卫，更是见义勇为！”

## 相关事件

### 放贷方涉黑案
2016年8月（即该案发生近4个月后），放贷方吴学占因涉黑，被聊城警方控制，其犯罪集团已被警方清理。2017年4月28日，聊城市公安局公布称，吴学占犯罪集团有3名成员在逃。
2017年5月26日，聊城公安通报，吴学占等人涉嫌违法犯罪案件由聊城市公安局指定东昌府分局异地立案侦办，其团伙涉案的18名成员除杜志浩死亡外，其余17人全部落网，相关案件已经移送到检察院审查起诉。成员共被起诉组织领导参加黑社会组织罪、非法侵入住宅罪、非法拘禁罪等8个罪名，其中前3个罪名所涉案情与苏银霞、于欢相关。11月27日，法院通知律师于12月中旬召开庭前会议。
2018年4月8日，据该案诉讼代理人表示，吴学占等15名被告人组织、领导、参加黑社会性质组织等犯罪案将于4月12日开庭审理。
2018年5月11日，山东聊城市东昌府区人民法院一审宣判吴学占等15名被告人涉嫌组织、领导、参加黑社会性质组织等9项犯罪案。法院以组织、领导黑社会性质组织罪、强制侮辱妇女罪、强迫交易罪、故意毁坏财物罪、非法拘禁罪、故意伤害罪、非法侵入住宅罪等数罪并罚，判处被告人吴学占有期徒刑25年，并处没收个人全部财产；以参加黑社会性质组织罪等罪数罪并罚，分别判处被告人赵荣荣、李忠、郭树林、郭彦刚、吴风磊、林飞、吴洪艳、杜建岗、吴风志2年8个月至20年不等的有期徒刑，并处40万元至6万元不等的罚金；以非法拘禁罪分别判处被告人张博、严建军、程学贺、张书森、么传行2年至2年2个月不等的有期徒刑。被告人吴学占为首的黑社会性质组织和组织、领导、参加黑社会性质组织的犯罪分子聚敛的财物及其收益，以及用于犯罪的工具等，依法追缴、没收。然而，其中10名被告人及3名附带民事诉讼原告人对结果不服，提出上诉。山东省聊城市中级人民法院最终于6月29日对该案作出终审判决，裁定驳回上诉、维持原判，吴学占获刑25年，并处没收个人全部财产。其余成员被判处两年至20年有期徒刑不等。

### 家人非法吸储案
2018年11月14日，山东省高唐县人民法院一审宣判山东源大工贸有限公司、山东赛雅服饰有限公司、于西明等6名被告人非法吸收公众存款案。法院以吸收公众存款罪判处被告单位山东源大工贸有限公司罚金人民币20万元；判处被告单位山东赛雅服饰有限公司罚金人民币15万元；判处被告人于西明有期徒刑4年，并处罚金人民币15万元；判处被告人于家乐有期徒刑3年6个月，并处罚金人民币10万元；判处被告人苏银霞有期徒刑3年，并处罚金人民币8万元；判处被告人张振永有期徒刑3年，缓刑4年，并处罚金人民币8万元；对被告人程笑、被告人樊正安免予刑事处罚。扣押、冻结在案的款项依法发还集资参与人。
2019年12月14日，苏银霞刑满出狱。
2020年6月8日，于家乐刑满出狱。
2021年5月31日，于西明刑满出狱。

### “@济南公安”相关微博争议
于欢案报道后，济南市公安局官方微博“@济南公安”发布微博称“情感归情感，法律归法律，这是正道！”回应此事，随后又发布了一张毛驴撞大巴的图片，疑似暗讽网友是驴。该言论发布后，引起了网友的广泛谴责，“@济南公安”微博的权威性和公信力也已被严重伤害。事后“@济南公安”删除相关微博，也向公众回应表示，两条微博是未经请示的个人行为，值班人员并非民警。

### 事件背后保护伞被查
2018年10月16日报道，山东省聊城市纪律检查委员会官方网站16日通报称，冠县公安局原党委副书记、副局长韩红光因对下属工作人员监督管理不到位被问责。2009年至2017年，时任冠县公安局党委副书记、副局长韩红光在分管刑警大队、法制大队工作期间，分管领域内多名干警在吴学占黑社会性质组织案处置过程中存在徇私枉法、收受贿赂等严重违法行为。韩红光监管失职，对此负有重要领导责任。冠县纪委将韩红光上述违纪问题与其他违纪问题合并处理，给予其留党察看一年处分，冠县监委给予其撤职处分。

### 网友辱骂案件律师事件
2018年11月14日，山东高唐法院在其微信公号上发表了《山东省高唐县人民法院公开宣判被告单位山东源大工贸有限公司、山东赛雅服饰有限公司、被告人于西明等6名被告人非法吸收公众存款案》。该文发布后不久，微信名为“法纳百川”的网友在微信公号上留言称“做无罪辩护的律师是猪头吗？？？博人眼球，颠倒黑白，跳梁小丑猪，恶心”。事后，该案5名辩护律师认为涉嫌诽谤，随后他们分别向法院和公安机关作了反映。不久后，该留言随即被管理员删除。目前警方和法院已对此事立案调查。21日，高唐法院发文称对此表示歉意，责令对管理员停职检查。